# 26922 Самара
26922 Самара (26922 Samara) — астероїд головного поясу, відкритий 8 жовтня 1996 року.
Тіссеранів параметр щодо Юпітера — 3,206.